# Meria lineata
Meria lineata – gatunek błonkówki z rodziny podwijkowatych i podrodziny Myzininae.
Błonkówka o ciele długości od 7 do 11 mm i skrzydłach silnie zredukowanych. Na tergitach od drugiego do czwartego obecne są białe przepaski.
Gatunek europejski, znany z Francji, Hiszpanii i Sycylii.